# 서울특별시의 섬
서울특별시의 섬은 한강의 하중도가 대부분이며, 사라진 것도 여러 곳이 있다.

## 현재 존재하는 섬
- 여의도
- 선유도
- 밤섬
- 노들섬
- 서래섬
- 세빛섬
- 와우도
- 매직아일랜드

## 사라진 섬
- 난지도
- 저자도
- 뚝섬
- 부리도
- 잠실섬
- 무동도
- 반포섬
- 무학도